# Île aux Cocos
Pour les articles homonymes, voir Île Cocos (homonymie).
L'île aux Cocos, appelée parfois Cocos Island en anglais, est un îlot inhabité à l'ouest de Rodrigues, une île de l'océan Indien dépendante de la république de Maurice.
L'îlot est situé à l'intérieur du lagon, non loin de la barrière de corail.